# Kingersheim
Kingersheim település Franciaországban, Haut-Rhin megyében. Lakosainak száma 13 265 fő (2022. január 1.). Kingersheim Wittenheim, Illzach, Mulhouse, Richwiller és Pfastatt községekkel határos.

## Népesség
A település népességének változása:
| Lakosok száma | 12 720 | 13 143 | 13 336 | 13 055 | 13 267 | 13 263 | 13 230 | 13 178 | 13 265 |
|               | 2013   | 2015   | 2016   | 2017   | 2018   | 2019   | 2020   | 2021   | 2022   |